# Edgar Muñoz
Edgar Ramón Muñoz Mata (* 22. Dezember 1983 in Nueva Esparta) ist ein venezolanischer Boxer. Er war Teilnehmer der Olympischen Spiele 2004 und 2016.

## Karriere
Muñoz’ erstes internationales Turnier waren die Südamerikaspiele 2002 in Belem, bei denen er die Silbermedaille im Halbschwergewicht (bis 81 kg) gewinnen konnte. Bei den Panamerikanischen Spielen 2003 in Santo Domingo gewann er dann die Bronzemedaille, nachdem er im Halbfinale gegen Ramiro Reducindo, Mexiko, mit 15:8 Punkten verlor. 2004 startete Muñoz beim amerikanischen Olympiaqualifikationsturnier in Tijuana und konnte dieses gewinnen. Somit erkämpfte sich Muñoz einen Startplatz bei den Olympischen Spielen 2004 in Athen. Hier schlug er in der Vorrunde Marijo Šivolija, Kroatien (31:32), bevor er im Achtelfinale gegen den späteren Silbermedaillengewinner Mahamed Aryphadschyjeu, Belarus (18:10), ausschied.
Was nun passierte, sollte symptomatisch für Muñoz’ weitere Karriere werden: Muñoz nahm bis zum Beginn der Qualifikationsphase für die nächsten Olympischen Spiele an keinen internationalen Turnieren oder Meisterschaften teil. So tauchte Muñoz erst 2007 bei seinen ersten und für lange Zeit einzigen Weltmeisterschaften wieder auf. Hier schied er im Schwergewicht (bis 91 kg) startend bereits im ersten Kampf gegen Babacar Kamara, Schweden (24:9), aus. Die damit verpasste Qualifikation für die Olympischen Spiele 2008 versuchte er dann beim amerikanischen Olympiaqualifikationsturnier 2016 nachzuholen, scheitert jedoch im Viertelfinale an Rafael Lima, Brasilien (8:4).
Nach einer wiederum langen Pause nahm Muñoz 2012 wieder am amerikanischen Olympiaqualifikationsturnier teil, scheitert jedoch erneut im Viertelfinale. Diesmal gegen Yamil Peralta, Argentinien (15:7).
Nach der dritten langen Karrierepause trat Muñoz 2015 überraschend als Kämpfer im Superschwergewicht (über 91 kg) der Caciques Venezuela in der World Series of Boxing in Erscheinung. Von sieben Vergleichskämpfen konnte er aber nur drei gewinnen. U.a. unterlag er Clayton Laurent, Guido Vianello und Filip Hrgović. Auch 2016 bestritt er zwei Kämpfe für die Caciques Venezuela, verlor aber beide. Im Juli 2015 nahm Muñoz an den Panamerikanischen Spielen 2016 teil und erreichte das Finale, welches er gegen den Kubaner Lenier Pero mit 2:1 Punktrichterstimmen verlor und somit die Silbermedaille gewann. Für ihn war dies die erste Medaille bei einer internationalen Meisterschaft seit 12 Jahren und bis dahin auch der größte Erfolg seiner Karriere. Die Panamerikanischen Meisterschaften im August desselben Jahres endeten ebenfalls mit einer Finalniederlage gegen Peron und somit mit einer weiteren Silbermedaille. Im Oktober 2015 startete Muñoz natürlich auch bei den Weltmeisterschaften in Doha, schied aber bereits im ersten Kampf gegen Mohamed Arjaoui, Marokko, durch technisches KO in der 3. Runde aus. Die damit verpasste Qualifikation für die Olympischen Spiele 2016 in Rio de Janeiro versuchte Muñoz dann beim amerikanischen Olympiaqualifikationsturnier im März 2016 nachzuholen, scheiterte hier aber bereits im ersten Kampf an Nigel Paul, Trinidad und Tobago (3:0). Als Kämpfer der World Series of Boxing war Muñoz für das letzte Olympiaqualifikationsturnier im Juli 2016 in Vargas startberechtigt. Dieses konnte er gewinnen und qualifizierte sich damit zum zweiten Mal in seiner Karriere für die Olympischen Spiele.